# スズキ・GSX1400
GSX1400（ジーエスエックスせんよんひゃく）は、スズキが2001年から2008年まで製造していた、1,400cc4ストロークエンジンを搭載した大型自動二輪車である。

## 概要
当時の大型ネイキッド市場はホンダ・CB1300SF、ヤマハ・XJR1300、カワサキ・ZRX1100と各社から個性的なビッグネイキッドが販売されており、この市場に求められる中低速のビッグトルクを満たし、軽快なハンドリングを有し、上質な個性を持つ車両に対するスズキの選択が油冷エンジンを搭載したネイキッドの開発であった。
ネイキッドバイクに求められる中低速のビッグトルクは排気量の大きさが有利に働くが、軽快なハンドリングや足つき性への影響を考慮し、エンジン幅をむやみに拡大することはできなかった。そこで、すでに市販されていたバンディット1200のエンジンを参考に、シリンダーピッチはそのままでありながらシリンダーブロックを新造することによってボアを81mmまで拡大、ストロークは軽快なハンドリングを損なわないホイールベース、エンジン前後長を計算した上で68mmが採用され、こうして新たに開発される排気量1,401.62ccのエンジンを搭載することが決定された。
構想段階ではGSX1300R隼で定評のある水冷1,300ccエンジンを搭載する案も提出されたが、隼のエンジンはフルカウルを前提とした前衛的なフォルムをしており、ビッグネイキッドの伝統的な風貌としては相応しくないという判断から冷却フィンの美しさを持つ油冷エンジンが最終的に採用された。なお、このプロジェクトは後に前衛的な意匠を持つネイキッドバイクであるB-KINGという形で日の目を浴びることとなった。
当初は国内販売だけの予定であったが、開発途中で輸出も行われることが決定したため、時速200kmを越えるような巡航速度での快適性を検討するためにプロトタイプはフランスへ持ち込まれ、高速道路、市街地、ワインディングを様々な場所でテスト走行は行われた。なお、シート下の収納スペースが最長部で600mm確保されており、容量も10.8Lと恵まれた収容力を備えていた。

## 車両解説
搭載されるY701エンジンにはビッグネイキッドとしての質感を高めるために余計な振動を解消する一軸二次バランサーが搭載されており、余計な振動が解消された結果、エンジン最前部を除いてリジッドマウントとすることが可能になった。そのため、エンジンをストレスメンバーとして利用することが可能になり、フレーム単体で剛性を確保する必要が無くなった。これはフレームの軽量化にもつながり、油冷エンジンの特性と相まって1,400ccという大排気量にあって228kgと比較的軽量な車体に仕上がった。
燃料供給にはスズキの油冷エンジンとして初の燃料噴射装置が採用され、水冷エンジンのラジエーターと見まごうほどの10.8kw(9,300kcal/h)の大型オイルクーラーには電動ファンが装備されていた。
他車が5速ミッションを搭載する中、6速であっても豊富なトルクを生かしたゆとりあるクルージングが可能と判断し、5速までを一般的なギアレシオで、その上に3,000rpmで時速100kmに達する6速を加えたギアレシオのトランスミッションが搭載された。

## モデル一覧

### 2001年仕様
2001年2月28日、以下のカラーバリエーションで発売された。
- ██パールスティルホワイト×パールスズキディープブルー
- ██キャンディグランブルー
- ██ギャラクシーシルバーメタリック

### 2003年仕様
2003年3月19日、予め登録されたキー以外ではエンジンが始動しないイモビライザー機能が搭載されるとともに、カラーバリエーションが以下のように改められた。
- ██パールスズキディープブルー×グラススプラッシュホワイト
- ██パールヘリオスレッド×ソリッドブラック

### 2004年仕様
限定仕様としてGS1000の意匠を模したクーリーレプリカが発売された。

### 2005年仕様
マイナーチェンジが行われ、インジェクションのマッププロファイル修正とともにサイレンサーがメガホンタイプの1本出しマフラーになり、カラーバリエーションが以下のように改められた。
- ██パールスズキディープブルー×グラススプラッシュホワイト
- ██パールクリスタルレッド×パールネブラーブラック

また、特別仕様車として専用色が施されたGSX1400Zが1,068,900円（税込）で販売された。
- ██パールネブラーブラック×ゴールドホイール（GSX1400Z専用色）

### 2006年仕様
2006年、イギリスでバンディットと並んで油冷ファイナルエディションが発表されたことによりGSX1400、ひいては油冷エンジンの存続に対して関心が高まったが、国内での販売は継続された。
カラーバリエーションが以下のように改められた。
- ██パールスズキディープブルー×グラススプラッシュホワイト
- ██パールネブラーブラック

### 2008年仕様
2008年、スペシャルエディションとして専用カラーリングが施された限定仕様車が発表され、生産を終了した。
- ██パールスズキディープブルー×グラススプラッシュホワイト

## 参考画像

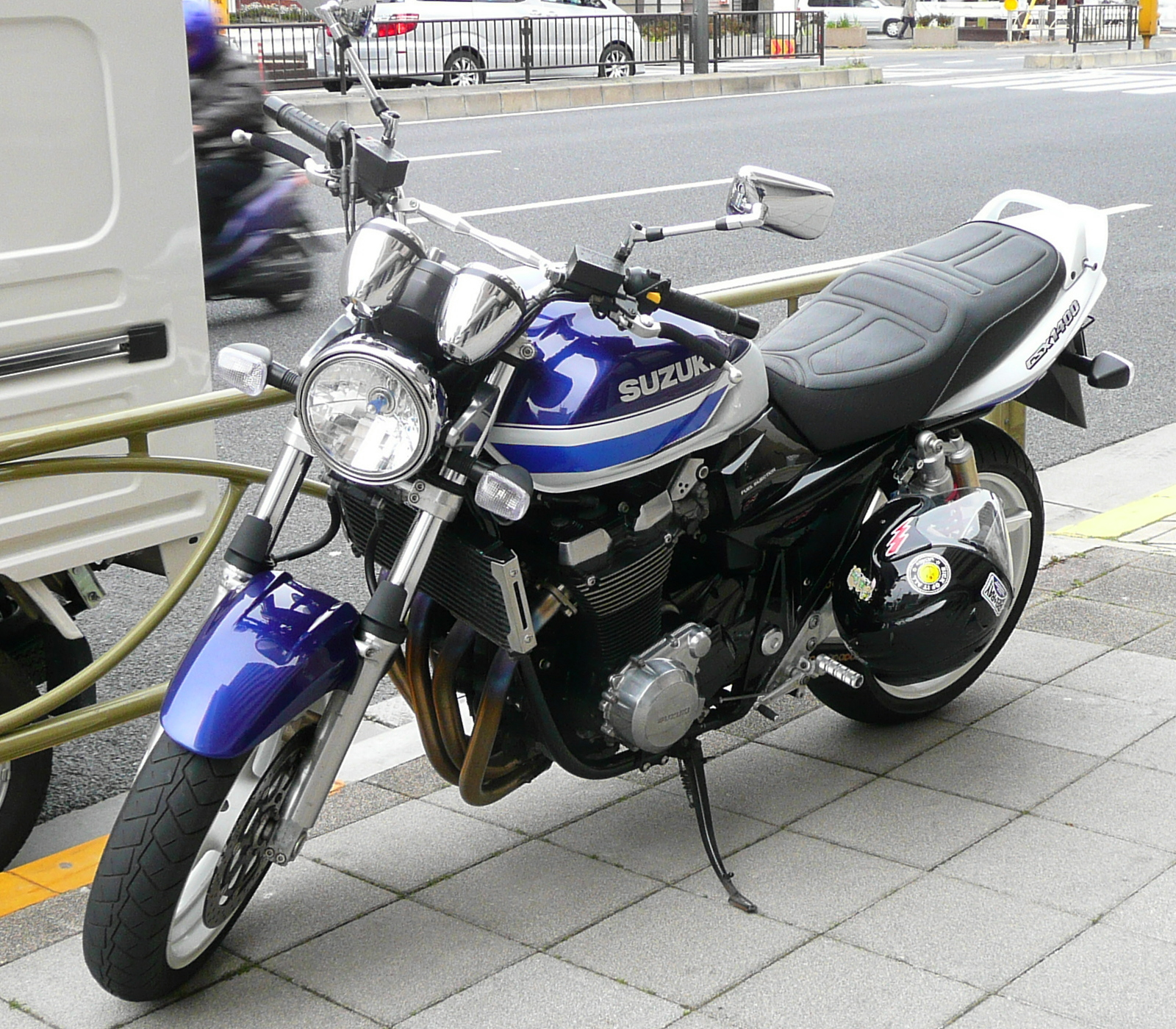
パールスティルホワイト×パールスズキディープブルーの車両
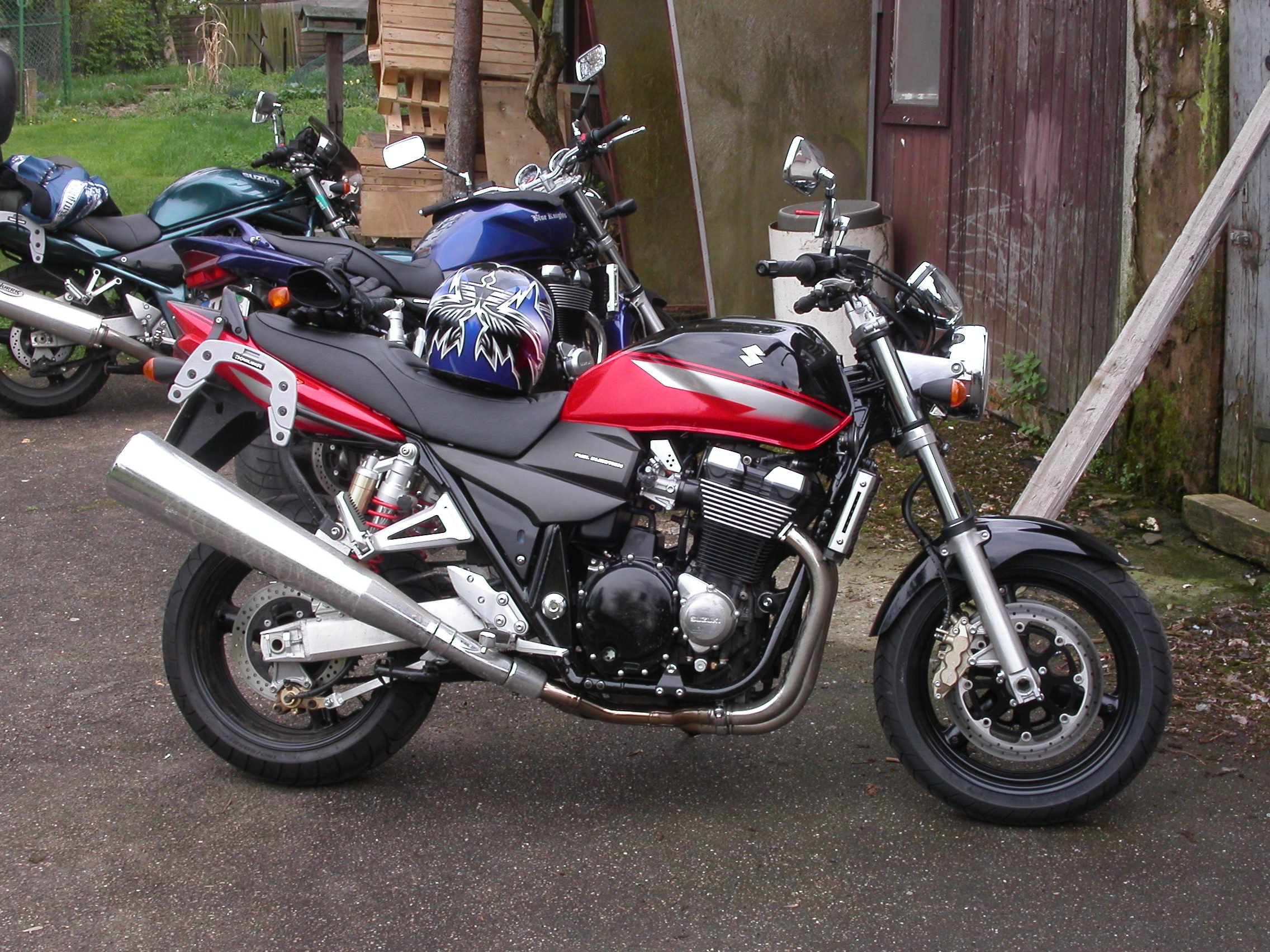
パールクリスタルレッド×パールネブラーブラックの車両